# Corpus Hippocraticum

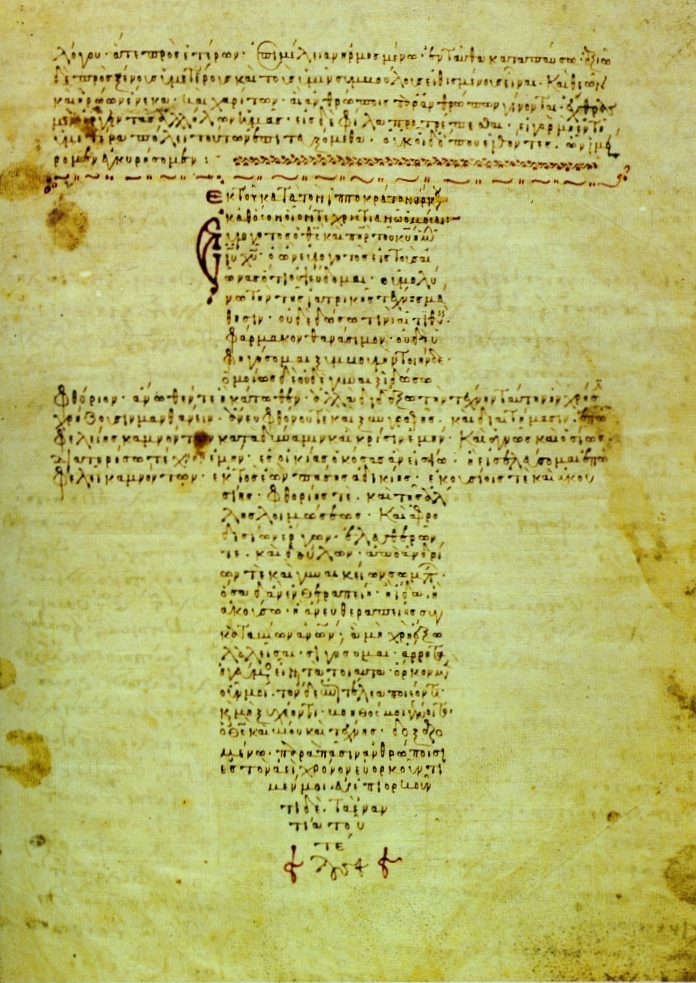
Text Hippokratovy přísahy v rukopisu z 12. stol. (Řím, Vatikán)

Corpus Hippocraticum [korpus hipokratikum] (lat.) čili Hippokratovská sbírka je starověký soubor asi 60 lékařských spisů rozmanité povahy a stáří, inspirovaných učením řeckého lékaře Hippokrata († asi 377 př. n. l.). Nejslavnějším z nich je takzvaná Hippokratova přísaha, kterou skládali i evropští lékaři až do 18. století.

## Text

Magni Hippocratis medicorum omnium facile principis, opera omnia quae extant, 1657

I když se soubor jako celek vyskytoval už ve starověku a označoval Hippokratovým jménem, žádný ze spisů patrně nepochází přímo od něho. Jednotlivé spisy byly napsány v iónské řečtině, vznikaly od poloviny 5. století př. n. l. do 2. stol. n. l. a zachovaly se i v latinských, arabských, hebrejských a syrských překladech. Ve spisech jsou zastoupeny názory dvou odlišných škol, které sídlily jednak na ostrově Kós v Dodekanésu při jihozápadním cípu dnešního Turecka, kde se Hippokratés narodil, jednak v blízkém Knidu.
Velká část zachovaných spisů se věnuje popisu a léčení jednotlivých případů (kazuistika), jiné teoretičtějším úvahám o jejich povaze a původu. Některé spisy jsou psány pro lékaře, jiné pro laiky. Jsou mezi nimi i eseje a pojednání o lékařských tématech, včetně psychiatrických. Teoretické spisy vesměs vycházejí z Hippokratova výkladu nemocí na základě nerovnováhy tělních šťáv a teorie temperamentů. Nemoci mají své přirozené příčiny a tomu odpovídá i terapie. Velká pozornost se věnuje dietě, vlivu podnebí i lékařské etice a praxi.
Vybrané spisy 
- O vzduchu, vodách a krajích - vysvětluje vliv prostředí na člověka
- O svaté nemoci - tvrdí, že všechny nemoci mají přirozené příčiny
- O zlomeninách
- O přirozenosti člověka - teorie o čtyřech základních šťávách
- O dietě
- O lékaři - doporučení pro lékaře
- O dobrém vystupování
- Přísaha
- Návštěvy cizích měst - obsahuje chorobopisy z různých oblastí Řecka

## Citát
| „               | Život je krátký, umění dlouhé, příležitost prchavá, zkušenost klamná, úsudek obtížný. | “ |
| — Aforismy I.1. |                                                                                       |   |

| „                | Pomáhat - nebo alespoň neškodit. | “ |
| — Epidemica I.11 |                                  |   |